# Nördlicher Pinselschwanzbeutler

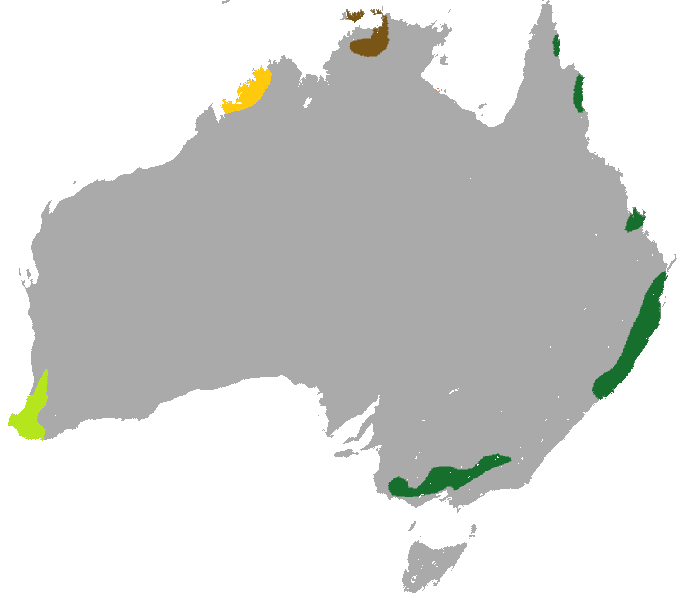
Braun das Verbreitungsgebiet des Nördlichen Pinselschwanzbeutlers. In den übrigen farbig markierten Gebieten lebt der Große Pinselschwanzbeutler (Phascogale tapoatafa)

Der Nördliche Pinselschwanzbeutler (Phascogale pirata) ist ein Vertreter aus der Familie der Raubbeutler und kommt im äußersten Norden des australischen Northern Territory und auf Melville Island vor.

## Merkmale
Männchen des Nördlichen Pinselschwanzbeutlers haben eine Kopf-Rumpf-Länge von etwa 21 cm, einen ca. 20 cm langen Schwanz und wiegen etwa 230 g. Weibchen bleiben mit Kopf-Rumpf-Längen von 15 bis 19 cm, Schwanzlängen von 20 bis 21 cm und einem Gewicht von 108 bis 150 g etwas kleiner. Die Tiere ähneln mit ihrer grauen Färbung dem Großen Pinselschwanzbeutler (Phascogale tapoatafa) haben aber weiße Haare auf der Oberseite der Hinterfüße, während diese beim Großen Pinselschwanzbeutler grau sind. Die Ohren des Nördlichen Pinselschwanzbeutlers sind länger und das Bauchfell ist weiß, während der Große Pinselschwanzbeutler ein cremefarbenes Bauchfell hat. Der hintere Schwanzabschnitt der Tiere ist schwarz und buschig.

## Lebensraum und Lebensweise
Der Nördliche Pinselschwanzbeutler lebt in Wäldern mit hohen Bäumen (Eucalyptus miniata und Eucalyptus tetrodonta). In Astlöchern in alten Bäumen werden Nester zum Ruhen gebaut. Die Tiere sind einzelgängerisch, nachtaktiv und baumbewohnend (arboreal). Sie ernähren sich vor allem von Wirbellosen, die sie auf und unter der Baumrinde finden. Über die Fortpflanzung ist nur wenig bekannt. Sie findet in der Mitte des Jahres statt (australischer Winter). Männchen sterben nach der Paarung und die Weibchen können bis zu 8 Jungtiere bekommen.

## Systematik
Der Nördliche Pinselschwanzbeutler wurde im Jahr 1904 durch den britischen Zoologen Oldfield Thomas als Unterart des Großen Pinselschwanzbeutlers erstmals beschrieben. Inzwischen gilt er als eigenständige Art, da der genetische Abstand (Mitochondriale DNA) zwischen beiden Formen bei 9,4 bis 18,6 % liegt. Morphologische Unterschiede zwischen den auf Melville Island lebenden Tieren und denen vom Festland können in der Zukunft zur Unterteilung der Art in zwei Unterarten führen.

## Gefährdung
Der Nördliche Pinselschwanzbeutler wird von der IUCN als gefährdet (Vulnerable) gelistet. Die Population liegt wahrscheinlich bei weniger als 10.000 ausgewachsenen Tieren, möglicherweise sind es weniger als 2500. Früher war das Verbreitungsgebiet größer und er kam auch auf der Gove-Halbinsel, am Katherine River 200 bis 4500 km südlich von Darwin, am Daly River und auf den Sir-Edward-Pellew-Inseln vor. Im restlichen Verbreitungsgebiet des Nördlichen Pinselschwanzbeutlers liegen drei Nationalparks, Kakadu, Garig-Gunak-Barlu und Litchfield. Buschfeuer und die Nachstellung durch verwilderte Hauskatzen und die vom Menschen eingeführte Aga-Kröte gelten als Hauptgefährdung der Art.